# Armin Dallapiccola
Armin Dallapiccola (* 13. November 1955 in Lauterach) ist ein österreichischer Schauspieler.

## Leben
Seine Schauspielausbildung machte Armin Dallapiccola an der Hochschule für Musik und darstellende Kunst in Graz. Im Anschluss spielte er an verschiedenen Bühnen in Österreich und Deutschland Theater, u. a. in Graz, Coburg, Osnabrück, Kiel, Nürnberg, Bremen, Frankfurt am Main, Stuttgart und Hamburg. Dann zog es ihn nach Amsterdam, wo er sich ein Jahr am niederländischen Theater behauptete.
1997 entschloss sich Armin Dallapiccola zu einem Umzug in seine neue Wahlheimat Berlin. Im Frühjahr 2005 war er mit dem deutsch-niederländisch-kanadischen Theaterprojekt „plan gelb“ zum 60. Jahrestag der Befreiung der Niederlande auf Tournee. In „Das Fest“ von Thomas Vinterberg sah man ihn als Vater im Stadttheater Hildesheim im Frühjahr/Sommer 2005. Im Winter 2008 spielte Dallapiccola im Stadttheater Bozen den „eingebildeten Kranken“ von Moliere. Seit 2009 arbeitet er mit dem Künstlerduo HERBORDT/MOHREN in Stuttgart, Karlsruhe, Donaueschingen zusammen. Außerdem ist er Teil der Arbeit des Komponisten Neo Hülcker, Berlin.
Armin Dallapiccola wechselt zwischen Theaterprojekten sowie Fernseh- und Filmrollen. Einem größeren Publikum wurde er durch seine Rolle als Gefängniswärter Jörg Baumann in der RTL-Fernsehserie Hinter Gittern – Der Frauenknast bekannt.
Im Februar 2021 nahm er an der Initiative #actout im SZ-Magazin mit 185 anderen lesbischen, schwulen, bisexuellen, queeren, nicht-binären und trans* Schauspielern teil.
Armin Dallapiccola wirkte in Rosa von Praunheims Dokudrama Dreißig Jahre an der Peitsche (2024) mit. Von Praunheim besetzte Dallapiccola erneut in seinem Film Satanische Sau (2025), diesmal in der Hauptrolle. In einer Szene spielt Dallapiccola an der Seite von Katy Karrenbauer, der Hauptdarstellerin aus Hinter Gittern – Der Frauenknast. Der Film feierte seine Premiere bei der 75. Berlinale und wurde mit dem Teddy Award ausgezeichnet.

## Filmografie (Auswahl)

### Fernsehen
- 1992–1994: Nicht von schlechten Eltern
- 1993: Danke Gut
- 1995: Doppelter Einsatz
- 1996: Singles
- 1998: Das Model
- 1999: Virtual Vampire
- 2001–2002: Hinter Gittern – Der Frauenknast als Jörg Baumann
- 2002: Streit um drei
- 2002: Dr. Sommerfeld – Neues vom Bülowbogen
- 2002: Die Frau des Architekten
- 2002: Gute Zeiten, schlechte Zeiten als Frederik Aschenbach
- 2003: Held der Gladiatoren
- 2003–2004: Hinter Gittern – Der Frauenknast als Jörg Baumann
- 2003: Balko
- 2004: Ein starkes Team: Sicherheitsstufe 1 (Fernsehfilm)
- 2004: St. Angela
- 2005: SOKO Leipzig
- 2005: Sieben Himmel
- 2006: Julia – Wege zum Glück
- 2006: Verrückt nach Clara
- 2006–2007: Alles was zählt als Dieter Sommer
- 2007: Unschuldig?!
- 2008: SOKO Wismar
- 2008: Küstenwache
- 2010: Alarm für Cobra 11
- 2011: Alarm für Cobra 11
- 2014, 2019: In aller Freundschaft
- 2015: Blochin – Die Lebenden und die Toten (TV-Miniserie)
- 2018: Blind ermittelt – Die toten Mädchen von Wien
- 2019: M – Eine Stadt sucht einen Mörder (Fernsehserie)
- 2019: Rote Rosen (Fernsehserie)
- 2019: Dennstein & Schwarz – Pro bono, was sonst!
- 2021: Die Heiland – Wir sind Anwalt (Fernsehserie)
- 2023: SOKO Potsdam (Fernsehserie, Folge Enkeltrick)

### Spielfilme
- 1994: Lets talk about Sex: Taboo Parlor
- 1998: Last bus to paradise
- 1999: Heavy End
- 2001: Baby
- 2001: Heim
- 2001: Leaves Quite Gone
- 2002: Skywalker
- 2005: Helena
- 2024: Dreißig Jahre an der Peitsche (Dokudrama)
- 2025: Satanische Sau (Doku-Spielfilm)

## Theater, Spezielles
- 2015: Das Publikum, das Theater
- 2015: Musa Dagh, Tage des Widerstands
- 2017: Der Monolog
- 2017: Lesung auf der Leipziger Buchmesse
- 2018: Das Dorf
- 2019: Das Festival, Donaueschingen
- 2020: Das Musikgeschäft